# Botanophila qinghaisenecio
Botanophila qinghaisenecio är en tvåvingeart som beskrevs av Fan 1984. Botanophila qinghaisenecio ingår i släktet Botanophila och familjen blomsterflugor. Inga underarter finns listade i Catalogue of Life.